# La Terra moltiplicata
La Terra moltiplicata (Quarantine) è un romanzo di fantascienza hard del 1992 dello scrittore australiano Greg Egan.
Nella cornice di un poliziesco il romanzo esplora le conseguenze dell'Interpretazione di Copenaghen (o piuttosto della variante Coscienza causa del collasso) della meccanica quantistica, che Egan riconosce di aver scelto più per il suo valore di intrattenimento che per la sua probabilità di essere corretta.

## Ambientazione
Il romanzo è ambientato nel prossimo futuro (2034-2080), dopo che il sistema solare è stato racchiuso nella Bolla: uno scudo impenetrabile costruito da alieni o da esseri umani extra-solari; la Bolla non consente alla luce di entrare e pertanto le stelle non possono più essere viste.
Questo elemento, che in un primo momento sembra essere il mero sfondo, in realtà è centrale nella trama.
Nel romanzo si ipotizza che un processo fisico nel cervello umano provochi il collasso delle funzioni d'onda quantistiche che rappresentano i sistemi, in particolari stati quantici. 
L'osservazione umana dell'universo ne stava riducendo le diversità e potenzialità: ad esempio, rendendolo inabitabile agli esseri che si affidavano alle stelle come a qualcosa di diverso dalle enormi fornaci a fusione nucleare osservate dagli astronomi umani.
Quindi si suppone che la Bolla fosse stata costruita per impedire all'umanità di provocare distruzioni massicce sul resto dell'universo attraverso il mero processo di osservazione.
Nel corso del romanzo, la situazione si complicata ulteriormente quando i ricercatori umani scoprono un modo per modificare il cervello per fornire un controllo cosciente sul processo, consentendo alle persone di sospendere a volontà il collasso della funzione d'onda e di scegliere in quale stato farla collassare.
Ciò consente a una persona di scegliere l'esito di qualsiasi evento non deterministico (come il lancio di una moneta) a condizione che non sia osservato da chiunque ancora provochi involontariamente il collasso delle funzioni d'onda.
Ciò è usato per realizzare una serie di eventi a bassa probabilità, come un effetto tunnel attraverso porte chiuse o il passare davanti a delle guardie senza essere visti perché accade che tutte stiano guardando da un'altra parte.
Il romanzo contiene anche idee non legate alla meccanica quantistica: in particolare il fatto che la gente normalmente scarica software che viene eseguito all'interno del proprio cervello, in "mod neurali" (i cui titoli sono sempre indicati in grassetto, come Sentinel o P3) che si installano inalando alcune gocce di un fluido contenente microrganismi geneticamente modificati che trasportano nanomacchine in grado di riconfigurare le cellule cerebrali.

## Trama
Il protagonista e narratore della storia è Nick Stavrianos, un investigatore privato che accetta il caso di una donna scomparsa da un istituto psichiatrico, le sue indagini lo conducono all'Ensemble: un'organizzazione che sta sviluppando un mod neurale che inibisce quella parte del cervello che causa il collasso della funzione d'onda: il "mod di autostato".
Questo mod permette all'utente di smettere di essere un osservatore nel senso della meccanica quantistica e di conseguenza di "moltiplicarsi", ossia di esistere in una sovrapposizione di stati diversi allo stesso tempo e di scegliere l'autostato preferito dalla gamma di stati possibili quando la personale funzione d'onda viene collassata.
Nick viene assoggettato al controllo dell'Ensemble attraverso l'installazione forzata nel cervello di un "mod di lealtà" che rende il fedele appoggio all'organizzazione lo scopo primario della sua vita.
In seguito egli incontra il Canon: un gruppo di persone costrette come lui ad essere fedeli all'Ensemble che hanno scoperto che i loro guardiani non hanno specificato esattamente qual è l'oggetto della loro fedeltà (ad eccezione del nome); di conseguenza, essendone i membri più fedeli, cominciano essi stessi a definire ciò che è l'Ensemble.
Nick si unisce al Canon, per poi rubare il mod di autostato.
Un membro deviato del Canon infetta tutta l'umanità con il software (normalmente, né i microrganismi né le nanomacchine utilizzate per l'installazione dei mod neurali possono sopravvivere a lungo al di fuori del corpo umano, ma in questo caso lo scienziato deviato ha utilizzato il mod di controllo dell'autostato per modificare tale loro caratteristica), di conseguenza la causalità è indebolita in tutto il mondo e gli umani impreparati, senza sapere che cosa fare con la loro nuova libertà, rompono il tessuto della realtà; le stelle riappaiono improvvisamente nel cielo.
Poi le cose improvvisamente tornano alla normalità (tranne il mod di lealtà), Nick si interroga cercando di capire perché l'umanità "moltiplicata" abbia scelto di restituire il mondo alla normalità.

## Edizioni
Il romanzo è stato tradotto da Nicola Fantini e pubblicato in Italia nel 1995 e nel 1998 dalla Editrice Nord.